# 13530 Ніннеманн
13530 Ніннеманн (13530 Ninnemann) — астероїд головного поясу, відкритий 9 вересня 1991 року.